# ستاچه (شهرستان اوک)
ستاچه (به لهستانی:  Stacze) یک روستا در لهستان است که در گمینا کالینووو واقع شده‌است.